# Guillermo Brown
Guillermo Brown, nacido como William Brown (Foxford, Irlanda; 22 de junio de 1777 - Buenos Aires, Estado de Buenos Aires; 3 de marzo de 1857), fue un militar irlandés nacionalizado argentino, almirante de la marina de guerra argentina y comandante de las fuerzas navales patriotas durante gran parte de la Guerra de la Independencia Argentina. También presto servicio para la Armada Argentina en la  Expedición Libertadora del Perú, la Guerra del Brasil y la Guerra Grande. Es titulado en el panteón argentino como "Padre de la Patria del mar".
«Vuestra estimación es el más dulce premio a que podría yo aspirar. Mi vida es vuestra, y rendirla por la gloria del país, es mi primer deber».Almirante Guillermo Brown.

## Primeros años
Provenía de una familia profundamente católica. Junto a su padre emigró a los Estados Unidos, arribando a Baltimore, Maryland, en 1793. Probablemente se trasladó a Filadelfia, Pensilvania. Al poco tiempo de llegar, el amigo que los había invitado y ofrecido comida y hospitalidad falleció de fiebre amarilla y unos días después, el padre de Guillermo Brown también murió por las mismas causas. Al quedar huérfano, se embarcó como grumete en un barco estadounidense.
Durante diez años, Brown navegó por las aguas del océano Atlántico y en escuela adquirió una gran pericia, cualidad descollante de su personalidad de marino. Había alcanzado matrícula de capitán cuando en 1796 fue apresado por un buque inglés y obligado a prestar allí servicios. Esa nave inglesa fue luego apresada por un navío francés y conducido prisionero de guerra a Francia, de donde logró fugarse.
Al regresar a Inglaterra reanudó su carrera naval. Existen reportes no confirmados respecto de un breve paso por la Marina Real.[cita requerida] La Oficina de Registros Navales registró a un tal William Brown en las planillas de armamento de la Marina Real, entre los años 1801 y 1804, y otro homónimo entre los años 1804 y 1809.
El 29 de julio de 1809 contrajo matrimonio con Elizabeth Chitty, en el Condado de Middlesex (uno de los 39 Condados históricos de Inglaterra, que geográficamente estaba ubicado en la ciudad de Londres). Finalizaba ese mismo año cuando Brown llegó al Río de la Plata a bordo del Belmond y se radicó en Montevideo para dedicarse al comercio.
El 18 de abril de 1810, con la fragata Jane, de su propiedad, arribó a Buenos Aires en gestión comercial y permaneció dos meses en la entonces capital del Virreinato del Río de la Plata, siendo testigo de los acontecimientos de la Semana de Mayo que culminaron con la Revolución de Mayo.

## Campaña naval de 1814

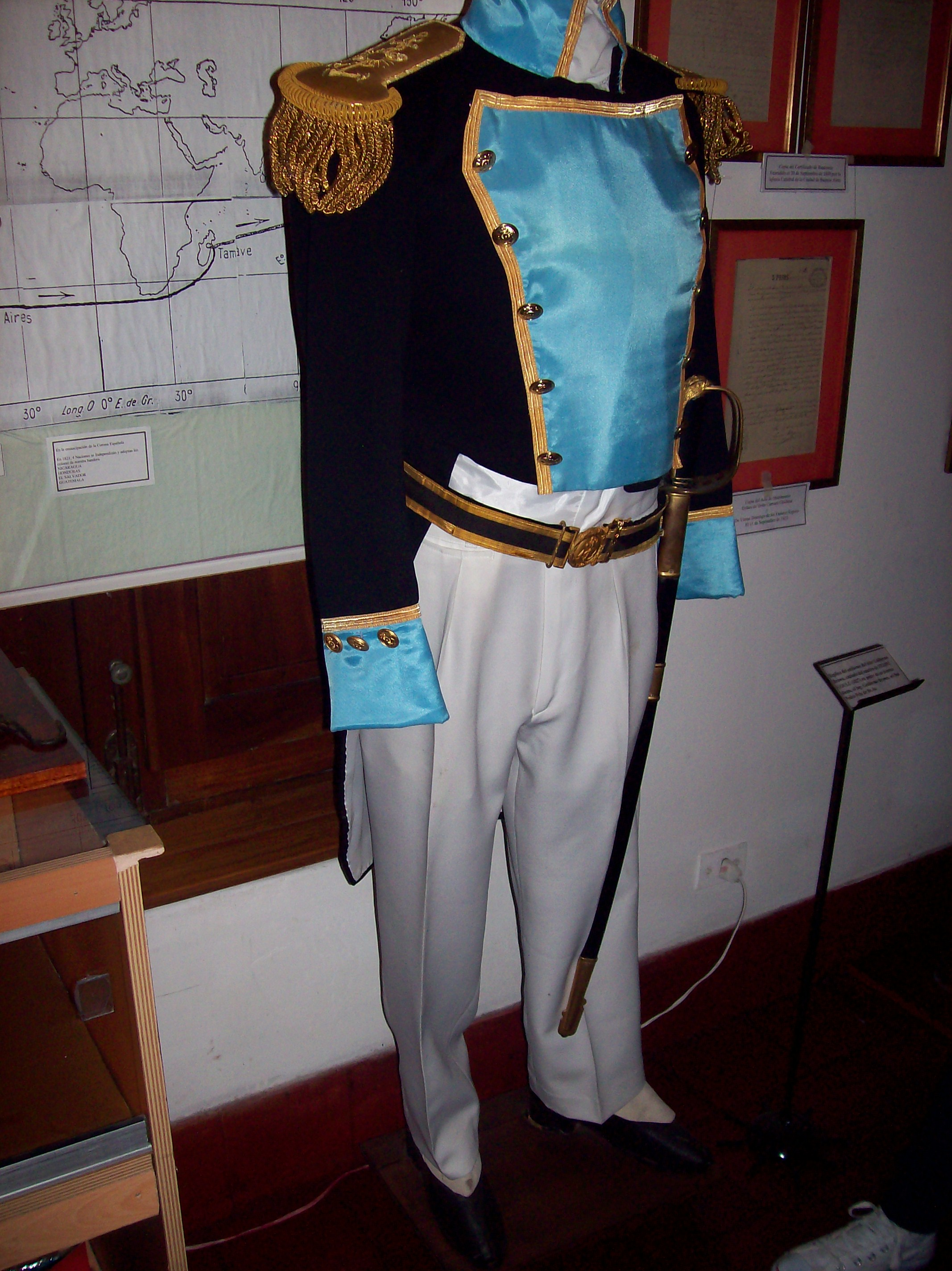
Réplica del uniforme militar del Almirante Brown que se encuentra en el Museo Naval Tomás Espora.

Años después, en la Banda Oriental dominada por los marinos realistas, Guillermo Brown luchó contra ellos. Apresó la goleta Nuestra Señora del Carmen y la balandra San Juan de Ánimas; intentó abordar con un bote y veinte marineros al bergantín de guerra Cisne, y transportó también armas, víveres y oficios del gobierno de Buenos Aires a los patriotas de la Banda Oriental. Era pues un revolucionario de la causa de Mayo.
El 1 de marzo de 1814, el director supremo de las Provincias Unidas del Río de la Plata, Gervasio Antonio de Posadas, designó a Guillermo Brown teniente coronel y jefe de la Escuadra de Buenos Aires.
La isla Martín García, que estaba en poder de los realistas, fue el bautismo de fuego para esta fuerza naval argentina. El 11 de marzo de 1814 Brown inició un ataque que fue rechazado, y volvió a reanudarlo el día 15, culminando la acción con la toma de la isla, lo que fue una de las más trascendentales victorias en la lucha por la emancipación.
Las fuerzas realistas que dirigía el capitán de navío Jacinto de Romarate se retiraron aguas arriba del río Uruguay derrotando en el combate de Arroyo de la China a una pequeña fuerza naval que Brown había mandado en su persecución, acción que tuvo lugar el 28 de marzo de 1814 y en la cual halló heroica muerte el teniente de marina Miguel Samuel Spiro.
La estrategia de Brown vislumbró que una acción naval para liberar Montevideo podía producir la rendición de los realistas en esta bien fortificada plaza que resistía desde casi cuatro años el sitio de las fuerzas terrestres patriotas. Insistió Brown ante Posadas y el Consejo de Estado sobre la necesaria urgencia de iniciar acciones navales contra los realistas embolsados en Montevideo y logró imponer su criterio.
El 15 de abril de 1814 zarpó de Buenos Aires la fuerza naval al mando de Brown, que izó su insignia en la fragata Hércules, y el pueblo de Buenos Aires contempló alborozado su partida.
Las acciones contra la escuadra realista se libraron en aguas de Montevideo, frente al Puerto del Buceo, entre el 14 y el 17 de mayo de 1814, en el llamado combate naval del Buceo, obteniendo Brown una victoria completa. Los realistas incendiaron 2 de sus buques y 5 naves de su escuadra; algunas de sus naves entraron de nuevo a Montevideo, mientras otras huyeron rumbo a España.
El triunfo de Brown en este combate coadyuvó a las operaciones terrestres lideradas principalmente por José Gervasio Artigas y José Rondeau, y trajo aparejada la liberación de Montevideo, que así pasó al poder de las fuerzas patriotas, el 23 de junio de 1814. Según José de San Martín, la victoria de Brown en aguas de aquella plaza fue «lo más importante hecho por la revolución americana hasta el momento».

## Del Río de la Plata al Pacífico Sur

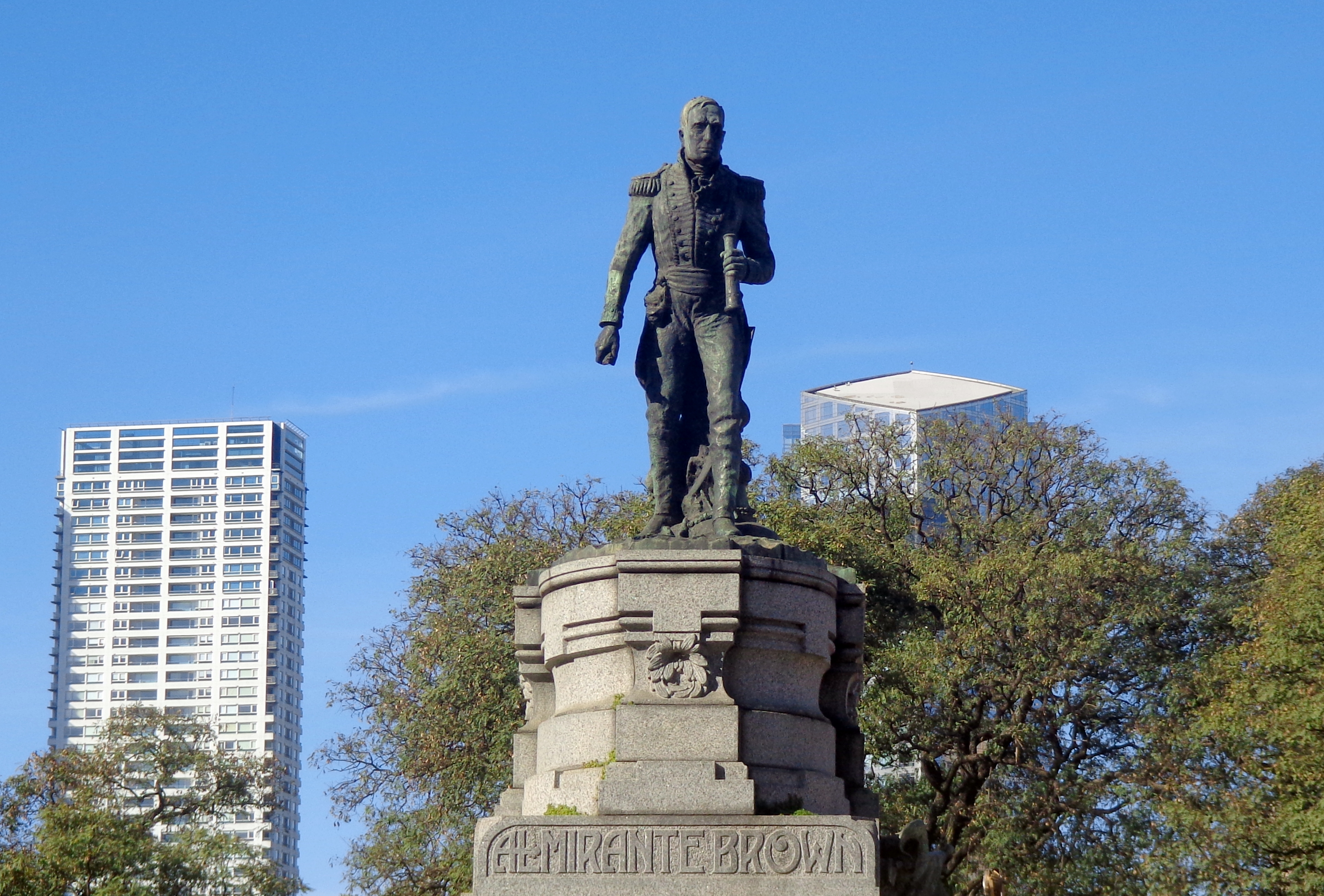
Monumento a Guillermo Brown, en Buenos Aires.

Terminada la campaña de 1814, Guillermo Brown lideró, con la fragata Hércules (que le fuera donada por el gobierno), el bergantín Trinidad (al mando de Miguel Brown), el bergantín Halcón (al mando de Hipólito Bouchard) y la goleta Constitución (al mando de Oliver Rusell, armada por el patriota chileno Julián Uribe), un periplo por aguas del Océano Glacial Antártico (se considera que pudo avistar las costas septentrionales de la Península Antártica, a las que llamó Tierra de la Trinidad en homenaje al navío argentino Trinidad) y luego rumbeó hacia el oeste, ingresando en el océano Pacífico y recorriendo, desde fines de 1815 hasta mediados de 1816, las costas de Chile, Perú, Guayaquil y Nueva Granada. Inicialmente llevó las ideas de libertad de la Revolución de Mayo hasta aquellas regiones y fue precursor de la gesta libertadora que luego llevaría a cabo San Martín.

Cuando regresó a Buenos Aires, no quiso tomar parte en conflictos internos y se retiró a su hogar, dedicándose al comercio de compra y venta de armas.

## La guerra contra el Imperio del Brasil

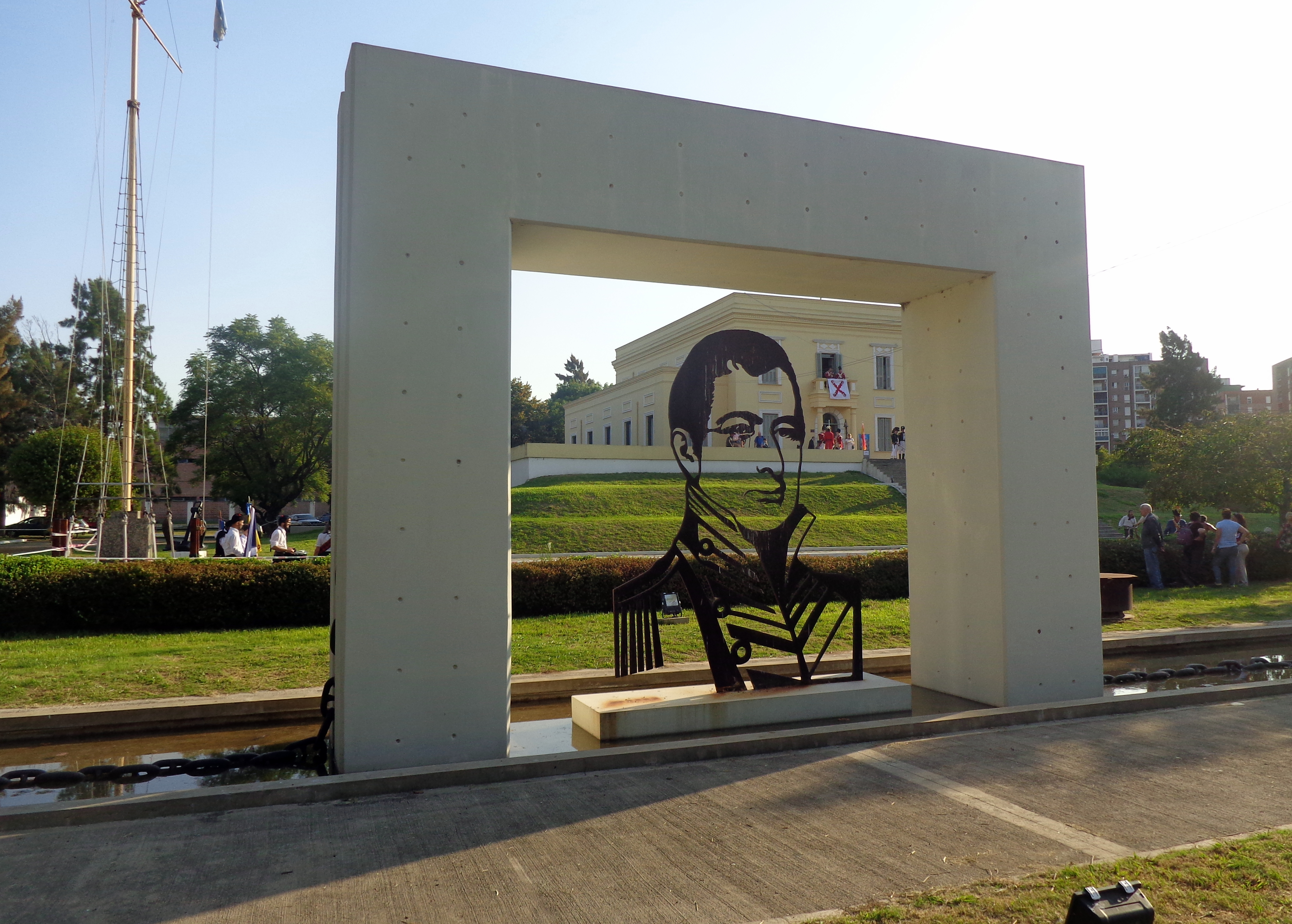
Monumento a Guillermo Brown y al fondo la réplica de la casa donde vivió.

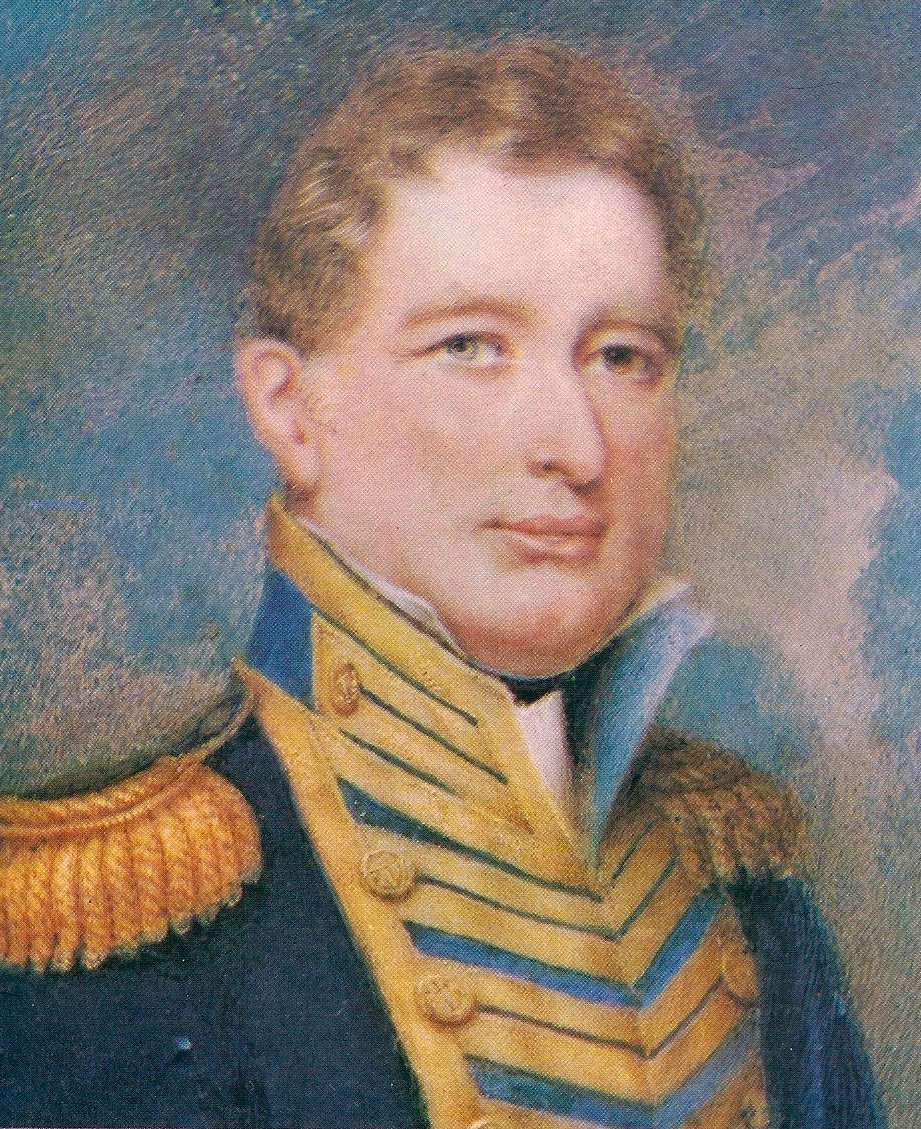
Almirante Brown (miniatura de Henry Hervé, 1825).

En 1825, el avance expansionista del Imperio del Brasil, que entonces ocupaba toda la Provincia Oriental (el territorio del actual Uruguay y las Misiones Orientales, al que los brasileños llamaban "Provincia Cisplatina"), alegando que las Provincias Unidas del Río de la Plata habían apoyado la expedición de los Treinta y Tres Orientales y alentaban a los orientales a liberarse de la ocupación brasileña, provocó que el Brasil le declarara, el 10 de diciembre la guerra a las Provincias Unidas —a las cuales se había reintegrado la Provincia Oriental durante el Congreso de Florida—, dándose inicio oficialmente a la Guerra del Brasil.
El 21 de diciembre de 1825, una poderosa escuadra imperial, al mando del vicealmirante Rodrigo José Ferreira de Lobo, bloqueó Buenos Aires. Entonces el gobierno llamó a Guillermo Brown y el 12 de enero de 1826 le confirió, con el grado de coronel mayor, el mando de la escuadra integrada por muy escasas fuerzas: los bergantines General Balcarce y General Belgrano y una vieja lancha cañonera, la Correntina. Demostró entonces Brown otra faceta brillante de su capacidad: la organización; 12 lanchas cañoneras fueron inmediatamente incorporadas y al poco tiempo se incrementó el número de buques mediante la adquisición de la fragata Veinticinco de Mayo; los bergantines Congreso Nacional y República Argentina y las goletas Sarandí y Pepa. Brown izó su insignia en la fragata Veinticinco de Mayo.
Las primeras acciones contra la flota brasileña tuvieron lugar el 9 de febrero de 1826. Durante el combate, la fragata Itaparica, buque insignia del almirante brasileño, sufrió graves averías y muchas pérdidas de tripulantes.
El 10 de junio de 1826 una poderosa fuerza brasileña se presentó ante Buenos Aires, integrada por 31 barcos. Brown solo disponía de 4 buques y 7 cañoneras, pero era dueño de ese coraje contagioso que se agranda ante la dificultad, y dirigiéndose a sus tripulantes los arenga con estas palabras: 

Marinos y soldados de la República: ¿Veis esa gran montaña flotante? ¡Son los 31 buques enemigos! Pero no creáis que vuestro general abriga el menor recelo, pues no duda de vuestro valor y espera que imitaréis a la Veinticinco de Mayo que será echada a pique antes que rendida.
¡Camaradas: confianza en la victoria, disciplina y tres vivas a la Patria!

Momentos después la nave capitana de Brown dio aquella consigna inmortal: 

¡Fuego rasante, que el pueblo nos contempla!

Poco antes de las dos de la tarde se empeñó la acción en toda la línea. Aumentó la angustiosa expectativa de la muchedumbre agolpada en la ribera con la presencia de otras naves que a toda vela acudían al lugar del combate. Era el bravo Leonardo Rosales, que llegaba en ayuda de Brown con la goleta Río de la Plata, y lo mismo hacía Nicolás Jorge con el bergantín General Balcarce. Para facilitar la maniobra de estas dos naves, Brown atacó con frágiles cañoneras a uno de los más poderosos buques brasileños, la fragata Nictheroy (Niterói) y al despejarse el humo del combate se vio que la fuerza enemiga se retiraba. Brown ese día recibió del pueblo de Buenos Aires las pruebas más exaltadas de admiración y gratitud ante esta victoria argentina llamada combate de Los Pozos.

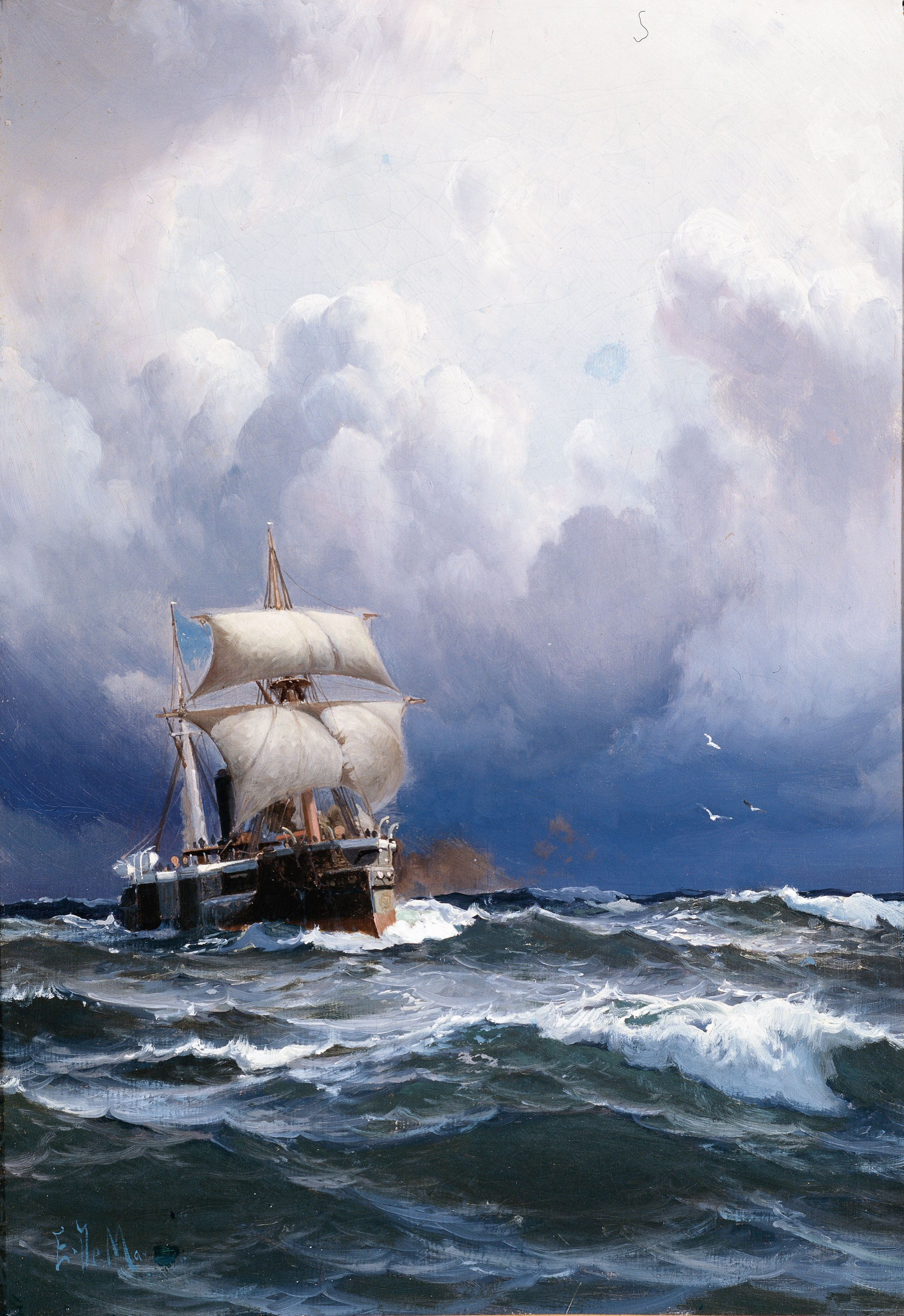
El Almirante Brown llegando a puerto, óleo sobre tela de Eduardo de Martino.

Brown derrochó coraje y audacia sin límites en la Batalla de Quilmes, librada el 30 de julio de 1826. A bordo de la fragata Veinticinco de Mayo, cuyo Comandante era el coronel de marina Tomás Espora, y apoyado por Rosales con su goleta Río de la Plata, combatió contra veinte naves enemigas. El buque de Brown soportó un intenso cañoneo y el Almirante, que instantes previos al combate había comunicado a los suyos esta consigna: "Es preferible irse a pique antes que rendir el pabellón", se ve obligado a abandonar la Veinticinco de Mayo, que fue remolcada a Buenos Aires, y siguió la batalla a bordo del bergantín República. Ante el temor de quedar varadas, las naves brasileñas se retiraron y la escuadra de Brown llegó al puerto de Buenos Aires.
En febrero de 1827, Brown enfrentó al enemigo con una fuerza equivalente en el combate de Juncal. Esta acción naval terminó con una derrota de las fuerzas brasileñas y en ella tuvieron actuación destacadísima el comandante del bergantín General Balcarce, Francisco José Seguí, y el comandante de la goleta Maldonado, Francisco Drummond. Durante ese combate fueron apresados doce buques brasileños, tres fueron incendiados y únicamente dos pudieron escapar.
El 6 de abril de 1827 Brown, con una fuerza integrada por los bergantines República, Independencia y Congreso y la goleta Sarandí, zarpó del fondeadero de Los Pozos con el objeto de realizar un crucero sobre las costas brasileñas. Navegaban a la altura de Ensenada, cuando —debido a un error del piloto— los buques encallaron en la punta del banco de Monte Santiago. En esa situación fueron sorprendidos por fuerzas navales brasileñas muy superiores, debido a lo cual, el 7 y 8 de abril de 1827, debieron soportar un infernal fuego del enemigo. Las naves argentinas causaron graves averías en los buques enemigos mientras resistían, hasta que en algunas faltaron por completo las municiones. Drummond, comandante del Independencia y prometido de Elisa Brown, cayó mortalmente herido cuando se dirigía en busca de municiones, falleciendo en brazos de Brown.
Antes de permitir que las naves República e Independencia fueran apresadas por el enemigo, Brown ordenó incendiarlas luego de pasar sus tripulaciones a los otros dos buques, y emprendió el regreso a Buenos Aires.

## El Gobierno de Lavalle
En el mes de agosto de 1828 finalizó la guerra del Brasil, y el 19 de octubre del mismo año el gobernador de Buenos Aires, Manuel Dorrego —a cargo de las Relaciones Exteriores—, ascendió a Guillermo Brown de coronel mayor de marina a brigadier general. Equivalía a lo que se llamaría hoy un almirante de dos estrellas o contraalmirante (Rear Admiral en inglés).
Brown participó en la revolución unitaria del 1 de diciembre de 1828, que produjo el derrocamiento de Dorrego y la designación de Juan Lavalle como nuevo gobernador de la provincia de Buenos Aires. Fue designado como gobernador delegado de la misma. Luego de la Batalla de Navarro fue —junto con el doctor José Miguel Díaz Vélez— uno de los pocos unitarios que pidieron por la vida del vencido exgobernador Dorrego, siendo de la opinión de enviarlo al exilio: 

Señor gobernador don Juan Lavalle. Mi apreciado señor:
La carta original de Dorrego que incluyo a usted le informará de sus deseos de salir a un país extranjero, bajo seguridades: mi opinión a este respecto, como particular, está de conformidad, pero asegurando su comportamiento de no mezclarse en los negocios políticos de este país. Esta es mi opinión privada, mas usted dispondrá lo que considere mejor, para asegurar los grandes intereses de la provincia; quedando su muy atento amigo y servidor W. Brown. 12 de diciembre de 1828, por la noche.

Pero Lavalle, influenciado por la mayoría de los jefes unitarios luego de ordenar el fusilamiento de Dorrego en Navarro, le escribió al gobernador delegado Brown, el 13 de diciembre de 1828, la siguiente misiva:

Desde que emprendí esta obra, tomé la resolución de cortar la cabeza de la hidra, y sólo la carta de Vuestra Excelencia puede haberme hecho trepidar un largo rato, por el respeto que me inspira su persona.
Yo, mi respetado general, en la posición que estoy colocado, no debo tener corazón. Vuestra Excelencia siente por sí mismo, que los hombres valientes no pueden abrigar sentimientos innobles, y al sacrificar al coronel Dorrego, lo hago en la persuasión de que así lo exigen los intereses de un gran pueblo.
Si vuestra Excelencia no queda satisfecho, estoy seguro de que a vuestra vista, no le quedará a Vuestra Excelencia ni sentimiento que no haya podido llenar sus deseos, ni la menor duda, de que la existencia del coronel Dorrego y la tranquilidad de este país son incompatibles.
Sírvase Vuestra Excelencia recibir de nuevo las protestas de amistad y admiración.

Brown se retiró a la vida privada, no queriendo tomar parte en la guerra civil que durante más de veinte años librarían unitarios y federales. Esa era su intención, pero el bloqueo al que fue sometido Buenos Aires por parte de las fuerzas inglesas y francesas a partir de 1838 forzó al viejo almirante a volver al servicio activo.

## Bloqueo anglo-francés
Durante el gobierno de Juan Manuel de Rosas, en el Río de la Plata realizó otra vez jornadas de epopeya: bloqueó a Montevideo burlando la flota inglesa, y durante la campaña naval de 1841, conocida como Guerra Grande, causó sucesivas derrotas a las naves del Uruguay que presidía Fructuoso Rivera, que había abierto hostilidades contra el gobernador porteño. El 15 de agosto de 1842 el almirante Brown, en aguas del río Paraná, en el Combate de Costa Brava, derrotó a una fuerza naval riverista, compuesta por lanchones, que era comandada por el corsario italiano Giuseppe Garibaldi, que estaba exiliado en Montevideo. "Déjenlo escapar, ese gringo es un valiente" fue la orden que Brown impartió a sus subordinados cuando pretendían perseguirlo para ultimarlo.

## Últimos años

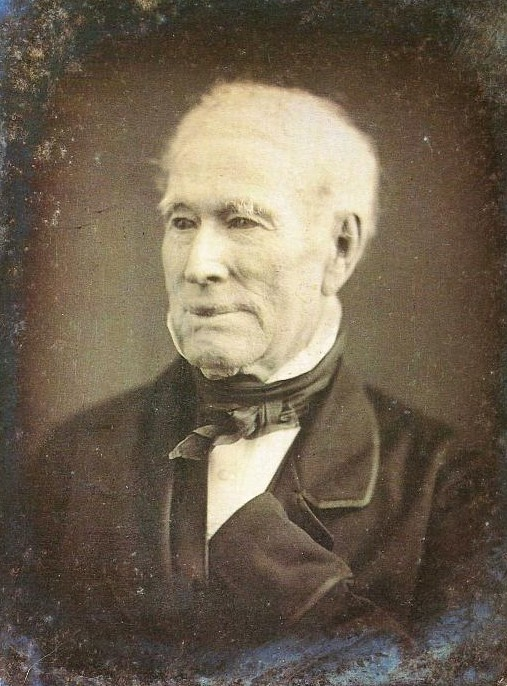
Daguerrotipo de Guillermo Brown (AGN).

Producida la caída del régimen que encabezaba Rosas, muchos marinos fueron eliminados del escalafón activo de la armada, pero no el Comandante de la Escuadra de la Confederación. Por el contrario, el gobierno del presidente Justo José de Urquiza hizo llegar al almirante Brown una comunicación manifestando que 

El Gobierno con esa medida ha consultado la decidida predilección a que V.E. tiene títulos por sus viejos y leales servicios a la República Argentina en las más solemnes épocas de su carrera.

Retirado en su quinta de Barracas —conocida como la Casa Amarilla— fue visitado por el almirante Grenfell, quien había sido su adversario en la guerra contra el Brasil. Al manifestarle aquel cuán ingratas eran las Repúblicas con sus buenos servidores, el anciano Almirante contestó: 

Señor Grenfell, no me pesa haber sido útil a la patria de mis hijos; considero superfluos los honores y las riquezas cuando bastan seis pies de tierra para descansar de tantas fatigas y dolores.

## Fallecimiento

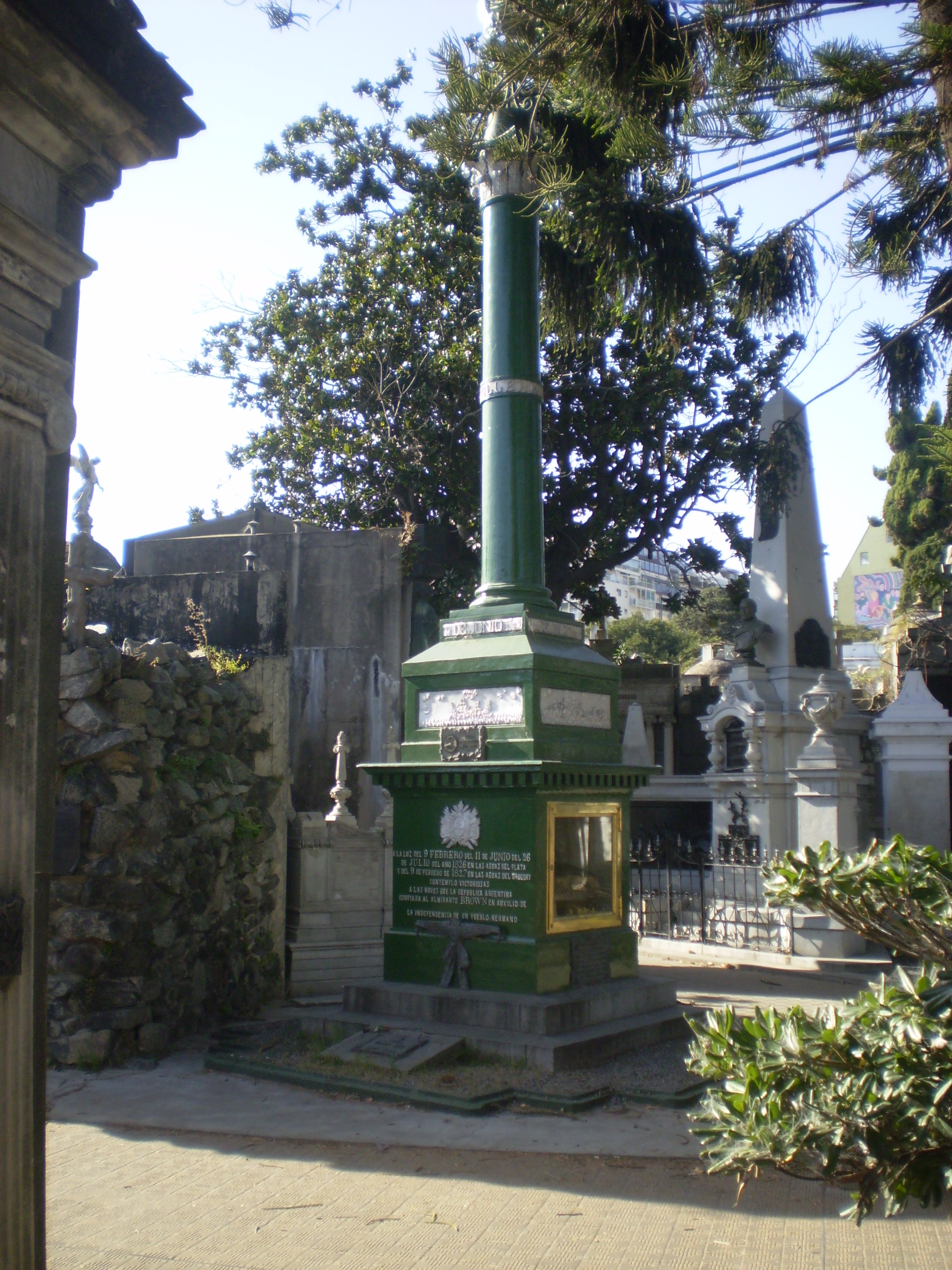
Tumba de Guillermo Brown en el cementerio de la Recoleta.

El almirante Brown falleció el 3 de marzo de 1857. 
El Gobierno de Argentina, presidido por el general Justo José de Urquiza, decretó honras para Brown.

[Brown] simboliza las glorias navales de la República Argentina y cuya vida ha estado consagrada constantemente al servicio público en las guerras nacionales que ha sostenido nuestra Patria desde la época de la Independencia.
Considerandos de la resolución oficial.

El general Bartolomé Mitre, en ocasión de despedir los despojos mortales, dijo de Brown: 

Brown en la vida, de pie sobre la popa de su bajel, valía para nosotros por toda una flota.

Sus restos mortales descansan en el Cementerio de la Recoleta, en Buenos Aires.

## Descendencia
Con su esposa Elizabeth Chitty tuvo varios hijos: Elizabeth (1810-1827), Guillermo (1812-1875), Ignacio Estanislao (1815-1816), Martina García Rosa Josefa Estanilada de Jesús (1815-1881), Eduardo (1816-1854), Miguel, Patricio y Pedro Brown y Chitty.

## Véase también

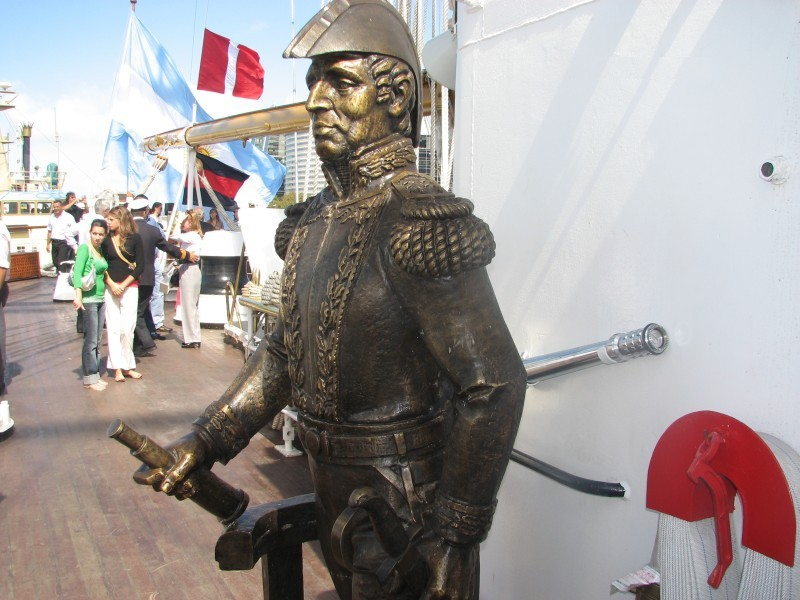
Estatua del Almirante Brown en la Fragata "Libertad".

### Publicaciones
- Puglisi, Adolfo A. (2019). «San Martín y Brown, conciencias y similitudes». Boletín del Centro Naval. ISSN 0009-0123.
- Gianello, Leoncio (2019). Guillermo Brown. Gobernador delegado de la provincia de Buenos Aires (1828-1829). ISSN 0009-0123.
- Vallerino, Leonardo (2018). Cómo conquistamos el Río de la Plata. Editorial Turmalina. ISBN 978-987-3872-09-9.